# 我的快捷通卡
我的快捷通一觸即通卡（英語：My Rapid Touch 'n Go）是一張在馬來西亞吉隆坡用於快捷通軌道公共交通服務車費支付的非接觸式智能卡，同時可在部分快捷通的泊車轉乘設施使用。
我的快捷通卡於2011年7月引入，並於2011年11月延伸至安邦線和大城堡線、格拉那再也線，2012年2月起延伸至吉隆坡單軌列車。彭亨的關丹快捷通巴士於2015年也引入了我的快捷通卡。

## 淘汰
我的快捷通卡起初預定在加影線士曼丹站至加影站通車時同步引入。然而根據馬來西亞國家基建公司的公佈，我的快捷通卡將自2017年6月15日起淘汰，改以合作品牌我的快捷通一觸即通卡取代，而已有的我的快捷通卡已於2017年7月16日加影線通車日起全部失效。既有基於我的快捷通卡的學生、殘疾及長者優惠卡也將由我的快捷通一觸即通卡取代。
我的快捷通一觸即通卡由馬來西亞國家基建公司銷售、分發和管理。